# Dorothea Müller (Gewerkschafterin)
Dorothea Müller (* 1. April 1950 in Frankfurt am Main) ist eine deutsche Gewerkschafterin und Juristin. Sie gehörte bis 2007 dem Bundesvorstand der Vereinten Dienstleistungsgewerkschaft (ver.di) an und leitete dort den Fachbereich Besondere Dienstleistungen (FB 13).

## Leben
Dorothea Müller studierte nach dem Abitur ab 1969 Rechtswissenschaften. 1974 legte sie das Erste Staatsexamen ab, 1977 das Zweite Staatsexamen. Von 1978 bis 1983 war sie wissenschaftliche Mitarbeiterin an den Lehrstühlen für Zivil- und Arbeitsrecht an der Universität Mainz.
Sie ist geschieden und hat ein Kind.

## Gewerkschaftsfunktionen
1983 wurde Dorothea Müller Gewerkschaftssekretärin des Landesverbandes Rheinland-Pfalz/Saar der Deutschen Angestellten-Gewerkschaft (DAG). Sie leitete die Bereiche Rechtsschutz und Frauen. 1984 übernahm sie die Bereiche Bildung und Presse- und Öffentlichkeitsarbeit. 1987 übernahm sie die Leitung des DAG-Landesverbands Rheinland-Pfalz/Saar. Mit der Gründung der Gewerkschaft ver.di wurde sie 2001 in den Bundesvorstand gewählt und war dort zuständig für den Bereich Bildung. Sie war Bundesfachbereichsleiterin für den Bereich besondere Dienstleistungen. Beim Bundeskongress 2003 wurde sie mit 83,1 % der Delegiertenstimmen wieder in den ver.di-Bundesvorstand gewählt. Beim Bundeskongress 2007 kandidierte sie nicht mehr.
Dorothea Müller ist Vorstandsvorsitzende der DAA-Stiftung Bildung und Beruf.